# Wilson Phillips
Wilson Phillips é um girl group americano criado em Los Angeles, Califórnia em 1989, por três integrantes: Carnie Wilson, Wendy Wilson e Chynna Phillips. 
Em 1990 lançaram seu álbum de estreia homônimo, que vendeu cinco milhões de cópias nos Estados Unidos. O disco alcançou a segunda posição na parada Billboard 200 por 10 semanas a partir de 4 de agosto de 1990. Ele totalizou 125 semanas dentro da tabela, incluindo um ano no top 10. Cinco singles foram lançados do álbum, com "Hold On", "Release Me" e "You're in Love", alcançando o primeiro lugar na parada Billboard Hot 100. O grupo foi indicado a cinco prêmios Grammy, incluindo Melhor Artista Revelação e Álbum do Ano por Wilson Phillips, além de Canção do Ano e Melhor Performance Vocal Pop por um Duo ou Grupo por "Hold On".

## Discografia

### Álbuns
- Wilson Phillips (1990)
- Shadow and Light (1992)
- California (2004)
- Christmas in Harmony (2010)

### Compilações
- The Best of Wilson Phillips (1998)
- Greatest Hits (2000)
- The Best of Wilson Phillips (2005)

### Singles
- "Hold On"
- "Release Me"
- "Impulsive"
- "You're in Love"
- "The Dream Is Still Alive"
- "Daniel"
- "You Won't See Me Cry"
- "Give It Up"
- "Flesh and Blood"
- "Go Your Own Way"
- "Already Gone"
- "Get Together"